# Boeing X-37
X-37 ist die Bezeichnung eines experimentellen, unbemannten, wiederverwendbaren Raumgleitertyps der United States Space Force, der ursprünglich im Auftrag der NASA von Boeing Phantom Works, einem Tochterunternehmen von Boeing, entwickelt wurde. Der Aufbau leitet sich vom vorhergehenden Versuchsgleiter X-40 ab.

## Entwicklungsgeschichte

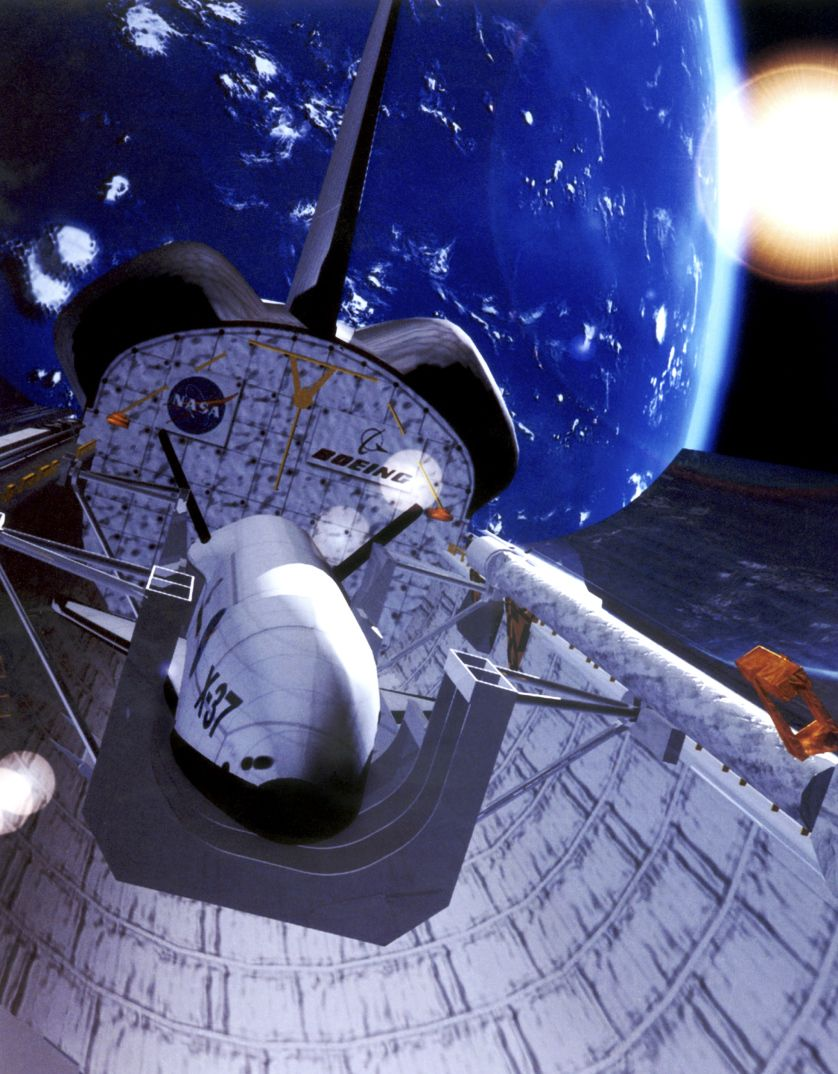
Ursprüngliches Konzept der X-37 in der Ladebucht eines Space Shuttle

Das X-37-Programm wurde von der NASA im Jahr 1999 gestartet. Mit Hilfe der X-37 sollen sowohl Techniken als auch Manöver wie der Start und der Wiedereintritt in die Erdatmosphäre erprobt werden. Da sich der Raumgleiter jedoch auch längere Zeit in einer Erdumlaufbahn aufhalten kann, dienen zur Energieversorgung im Weltraum Gallium-Arsenid-Solarzellen.

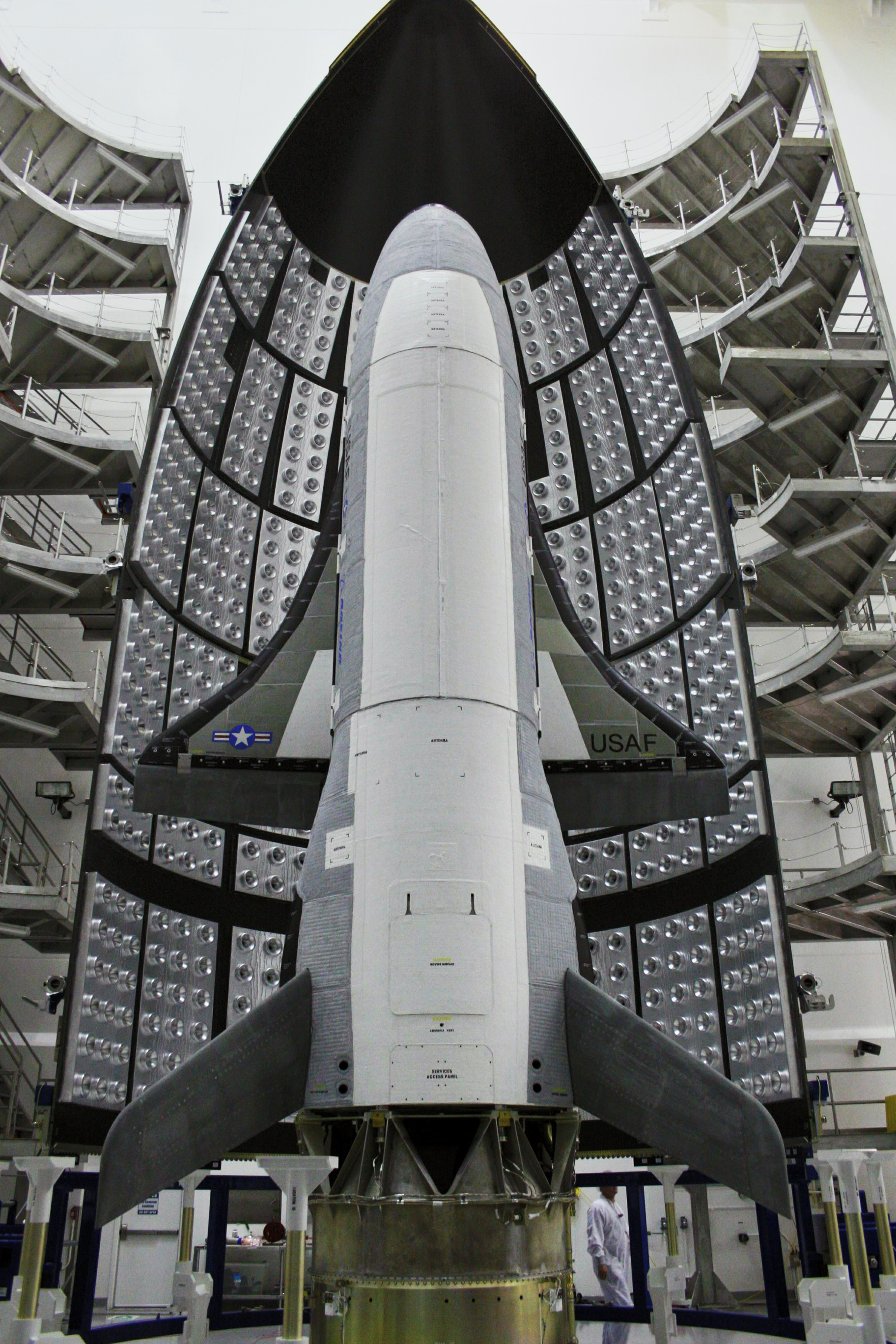
X-37B OTV-1 beim Einbau in die Nutzlastverkleidung

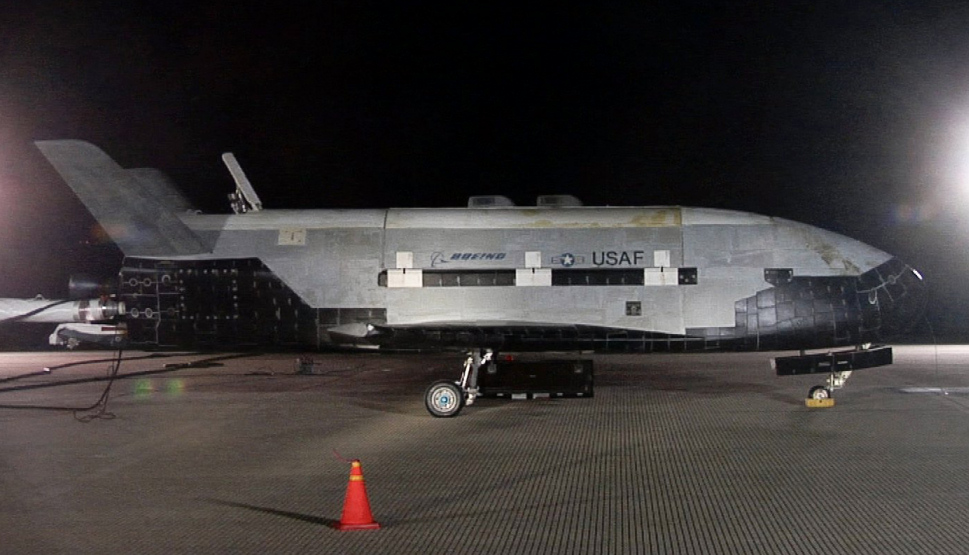
X-37B OTV-1 Nach der ersten Landung 2010 auf der Vandenberg AFB

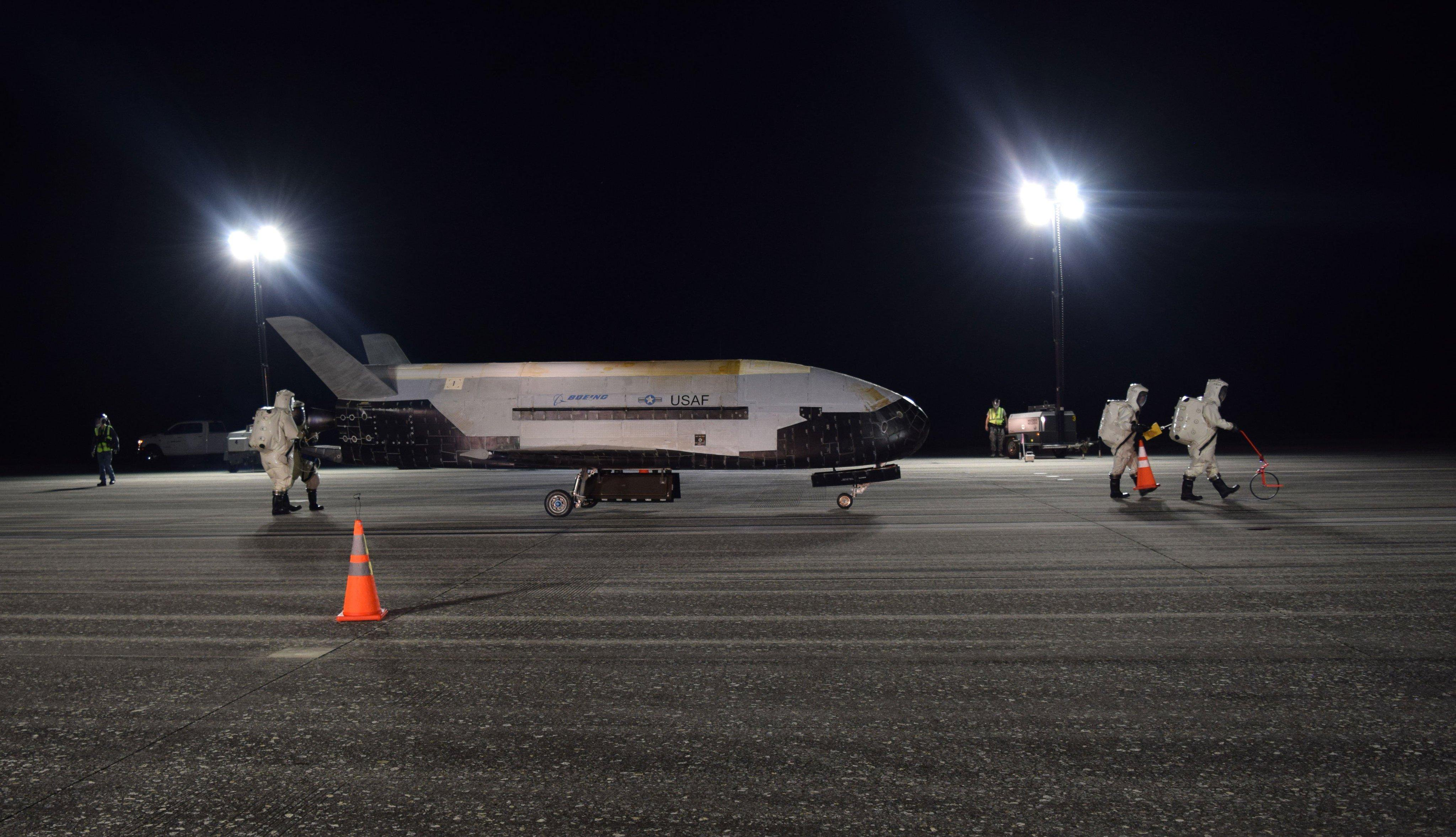
X-37B OTV-5 Nach der Landung 2019, Kennedy Space Center Shuttle Landing Facility

Ursprünglich war die X-37 so konstruiert, dass sie in der Ladebucht eines Space Shuttle in den Orbit transportiert werden konnte. Als Folge des Absturzes der Columbia im Februar 2003 wurde der Gleiter so umgebaut, dass er unverkleidet auf einer Delta II-Rakete gestartet werden kann. Später wurde die Atlas V (501) als Trägerrakete ausgewählt, da diese es ermöglichte, zur Vermeidung aerodynamischer Probleme beim Start die X-37 unter einer Nutzlastverkleidung unterzubringen.
Im September 2004 übernahm die US-Militärbehörde DARPA das Projekt zur Weiterentwicklung von der NASA. Ab Sommer 2005 fanden Testflüge des X-37A-Prototyps mit dem privat entwickelten Trägerflugzeug Scaled Composites White Knight statt. Derzeit leitet das Rapid Capabilities Office der USAF das X-37B-Programm.
Die X-37B sollte die Erde in einer Höhe von bis zu 900 km über ein Jahr lang umkreisen können und 15 Tage nach ihrer Rückkehr wieder einsatzbereit sein. Im Orbit kann die Bahnhöhe mit Hilfe eines Triebwerks verändert werden. Ursprünglich war das 29,3 kN starke und mit Kerosin und Wasserstoffperoxid betriebene Rocketdyne AR2-3-Triebwerk vorgesehen, jedoch wurde dieses im Laufe der Entwicklung gegen ein konventionelles Hydrazin-Antriebssystem mit 14,7 kN ausgetauscht. In der 2,13 Meter × 1,22 Meter großen Nutzlastbucht können maximal 250 kg Fracht transportiert werden.
Ein erster Test der weltraumtauglichen Variante X-37B (OTV-1: Orbital Test Vehicle 1) in der Erdumlaufbahn war ursprünglich für den Sommer 2006 vorgesehen; der Start erfolgte allerdings erst am 22. April 2010 um 23:52 Uhr UTC. Als Startrakete diente eine Atlas V (501), die den Raumgleiter von Cape Canaveral ins All brachte. Dieser erste Flug endete nach 224 Tagen, 8 Stunden und 24 Minuten im Orbit mit einer völlig autonomen Landung auf der US-Luftwaffenbasis Vandenberg am 3. Dezember 2010. Über die Ziele der Mission und den Einsatzzweck des Fluggerätes wurden keine Details bekanntgegeben.
Das zweite Exemplar (OTV-2) wurde am 5. März 2011 erfolgreich ebenfalls mit einer Atlas V (501) von Cape Canaveral gestartet. Die X-37B blieb mehr als ein Jahr lang im Orbit, um Systemtests und militärische Experimente durchzuführen. Am 16. Juni 2012 beendete OTV-2 seine Mission und landete nach 469 Tagen im All auf der US-Luftwaffenbasis Vandenberg.
Am 11. Dezember 2012 startete der erste Orbiter zu seinem zweiten Flug an Bord einer Atlas V (501) zur dritten X-37B-Mission (OTV-3) ins All und überschritt im März 2014 die Dauer des vorherigen Flugs. Nach 674 Tagen im All landete er am 17. Oktober 2014 auf der US-Luftwaffenbasis Vandenberg, Kalifornien. Am 20. Mai 2015 startete die vierte Mission einer X-37B – als „Orbital Test Vehicle 4“, (OTV-4), bezeichnet – ins All. Es wurde nicht bekannt, welcher der beiden Orbiter zum Einsatz kam. Er setzte vier Kleinstsatelliten aus und testete ein 32 Quadratmeter großes Solarsegel sowie einen Hallantrieb. Am 25. März 2017 überbot er die Dauer des vorigen Fluges, am 7. Mai 2017 wurde die Landung nach insgesamt 718 Tagen im All erstmals auf der Shuttle Landing Facility in Florida durchgeführt.
Die fünfte X-37B-Mission (OTV-5) begann am 7. September 2017 mit dem Transport durch eine Falcon 9-Rakete des privaten Raumfahrtunternehmens SpaceX ins All. Am 26. August 2019 übertraf die X-37B erneut die Aufenthaltsdauer im All des vorhergehenden Fluges. Die Landung am Kennedy Space Center in Florida erfolgte am 27. Oktober 2019 nach 780 Tagen im Weltraum.

## Missionen
| Mission | Startdatum (UTC)    | Trägerrakete Flug    | Landedatum (UTC)    | Dauer der Mission | Orbiter             | Nutzlast                                        |
| ------- | ------------------- | -------------------- | ------------------- | ----------------- | ------------------- | ----------------------------------------------- |
| OTV-1   | 22. Apr. 2010 23:52 | Atlas V (501)        | 3. Dez. 2010 09:16  | 224d 9h 24min     | 1. Orbiter, 1. Flug | unbekannt                                       |
| OTV-2   | 5. März 2011 22:46  | Atlas V (501)        | 16. Juni 2012 12:48 | 468d 14h 2min     | 2. Orbiter, 1. Flug | unbekannt                                       |
| OTV-3   | 11. Dez. 2012 18:03 | Atlas V (501)        | 17. Okt. 2014 16:24 | 674d 22h 21min    | 1. Orbiter, 2. Flug | unbekannt                                       |
| OTV-4   | 20. Mai 2015 15:05  | Atlas V (501)        | 7. Mai 2017 11:47   | 717d 20h 42min    | unbekannt           | Experimente, u. a. Erprobung eines Hallantriebs |
| OTV-5   | 7. Sep. 2017 14:00  | Falcon 9             | 27. Okt. 2019 07:51 | 779d 17h 51min    | unbekannt           | u. a. ASETS-II                                  |
| OTV-6   | 17. Mai 2020 13:14  | Atlas V (501) USSF-7 | 12. Nov. 2022 10:22 | 908d 21h 8min     | unbekannt           | Experimente, Satellit FalconSat-8               |
| OTV-7   | 29. Dez. 2023 01:07 | Falcon Heavy USSF-52 | 7. März 2025 07:22  | 434d 6h 15min     |                     |                                                 |

## Technische Daten

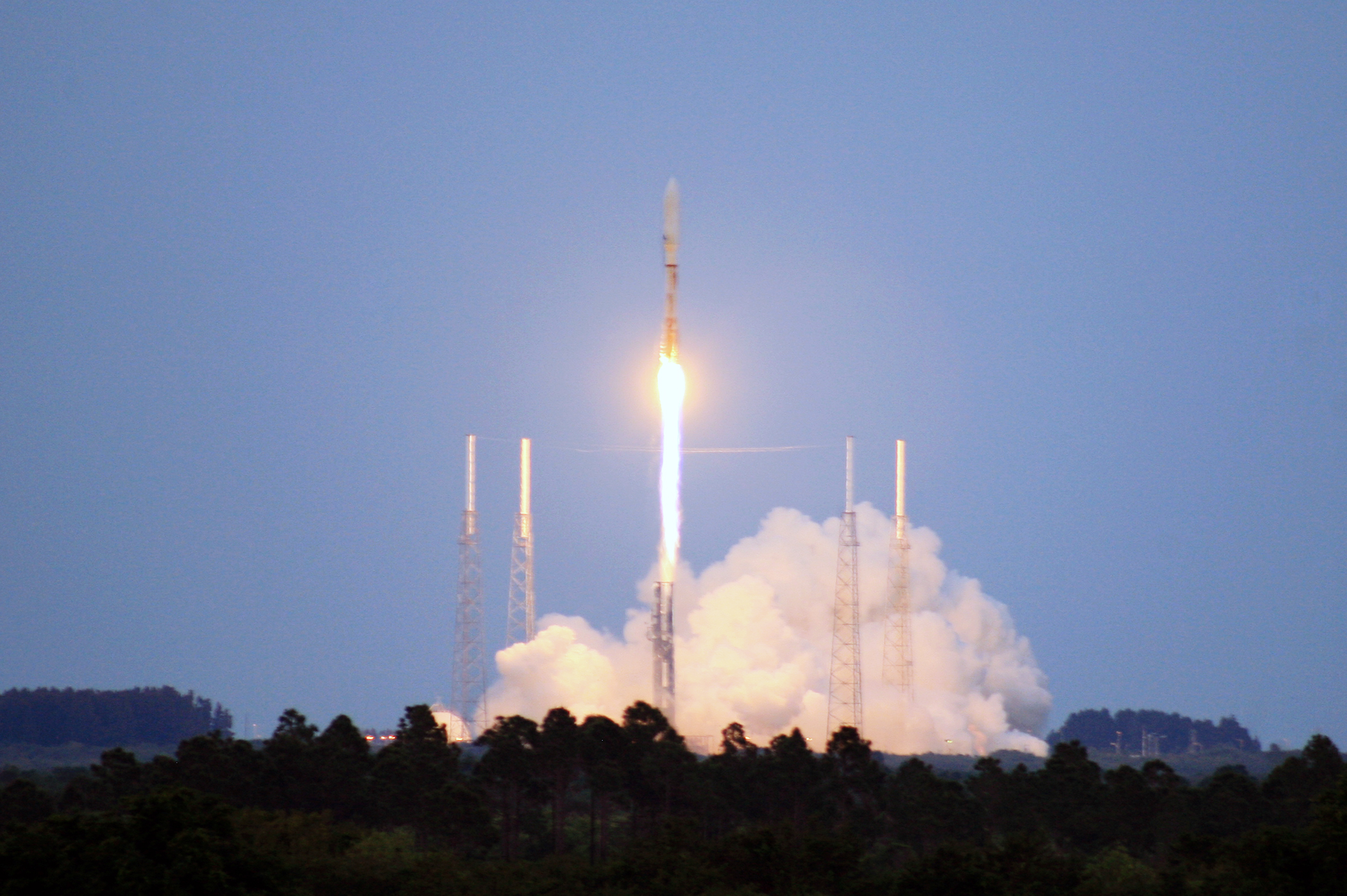
Erster Start des X-37B OTV-1 auf einer Atlas-V(501)-Rakete.

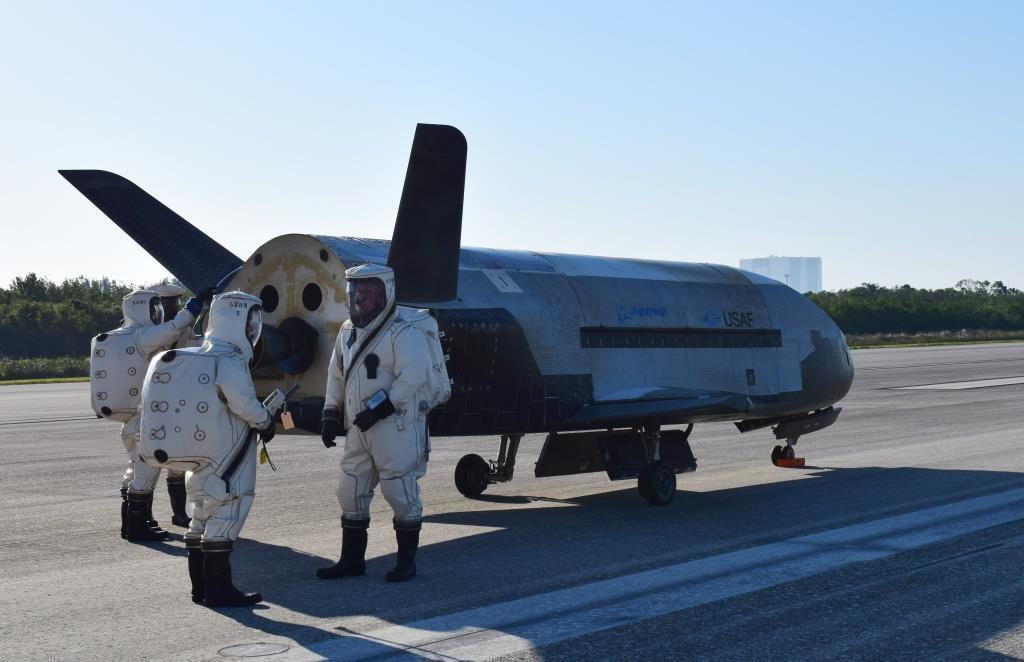
X-37 unmittelbar nach der Landung (Flug OTV-4, 2017).

| Kenngröße  | Wert                                                       |
| ---------- | ---------------------------------------------------------- |
| Spannweite | 4,5 m                                                      |
| Länge      | 8,9 m                                                      |
| Höhe       | 2,9 m                                                      |
| Startmasse | 4990 kg                                                    |
| Nutzlast   | max. Höhe 2,13 m max. Durchmesser 1,22 m max. Masse 250 kg |